# Thomas Kingo

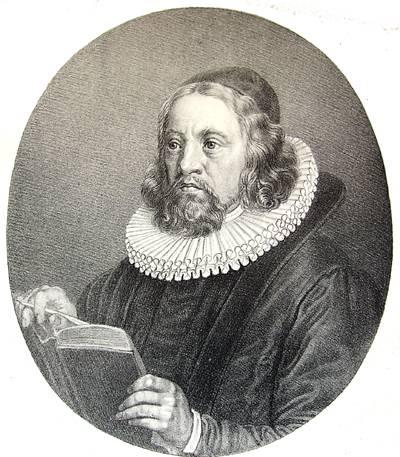
Thomas Kingo

Thomas Hansen Kingo (* 15. Dezember 1634 in Slangerup; † 14. Oktober 1703 in Odense) war ein dänischer lutherischer Bischof und Dichter von Kirchenliedern, den sogenannten Kingopsalmen.

## Leben
Thomas Kingo ist Sohn von Karen Sørensdatter und des Webers Hans Thomsen Kingo, dessen Vorfahren aus Schottland kamen. Obwohl aus einfachen Verhältnissen stammend, ermöglichten sie ihrem Sohn den Schulbesuch in Slangerup und später in Frederiksborg, wo er unter anderem Literaturgeschichte lernte und 1654 sein Abitur machte. 1658 folgte das Theologieexamen.
Zunächst war er Hauslehrer in Frederiksborg und ab 1659 auf dem Gut Vedbygaard, wo er seine ersten Gedichte schrieb. Im Dänischen Biografischen Lexikon (1887–1905) wird hervorgehoben, dass der Humor und die Lebensnähe dieser Gedichte ungewöhnlich für ihre Zeit waren - aber auch für sein späteres weltliches Werk.
1661 wurde Thomas Kingo Hilfspfarrer und 1668 schließlich Gemeindepfarrer in seinem Geburtsort Slangerup. Dort heiratete er die Pfarrerstochter Sille Balkenborg aus Norwegen, die drei Töchter aus vorheriger Ehe hatte. Die Ehe blieb kinderlos und seine Frau starb 1670. Ihr widmete er die Weise Chrysillis, du min Verdens Guld (Chrysillis, du mein Gold der Welt). Etwa vier Jahre später heiratete er die Witwe seines Verwalters, Johanne Laurdsdatter Lund, die 13 Jahre älter war als er. Diese Ehe sollte 20 Jahre dauern, wird aber nicht als glücklich beschrieben, was sein dänischer Biograf im 19. Jahrhundert allerdings als normal für die damalige Zeit beschreibt, wo noch nicht so viel Wert auf Ehen aus Liebe gelegt wurde.
In jenen Jahren geriet er in erbitterten Konflikt mit dem satirischen Dichter Jacob Worm. Beide schrieben übereinander Schmähverse, wovon Kingos Kalot das bekannteste Gedicht ist. Es erschien damals anonym. Daneben schuf er in seiner Zeit als Gemeindepfarrer eine ganze Reihe an Gedichten, die sich in drei Kategorien einteilen lassen:
- Liebesgedichte
- Vaterlandsgedichte
- Geistliche Poesie

Das Dänische Biografische Lexikon bezeichnet seine weltliche Dichtung als nicht sonderlich überragend, wo sich nur selten der Nebel der Geschmacklosigkeit lichtet und dichterische Inspiration zum Vorschein kommt. Seine patriotischen Verse beschäftigen sich meist mit der Verherrlichung des absolutistischen Herrschers Christian V., was aber zu jener Zeit nicht nur in Dänemark üblich war. Diese Werke stehen unter deutlichem Einfluss aus Deutschland.
Kingos geistliche Dichtung (im Dänischen nennt man sie Psalmendichtung) hingegen genießt einen weit höheren Stellenwert. Hier ging er für seine Zeit neue Wege, die von einer gewissen Stagnation nach der Reformation (in Dänemark 1536) geprägt war. Obwohl er als tüchtiger Pfarrer galt, so war dieses lebendige Werk wohl ausschlaggebend dafür, dass er 1677 zum Bischof von Fünen ernannt wurde. 1679 folgte die Aufnahme Kingos in den Adelsstand. 1682 wurde er Doktor der Theologie.
1683 bekam er vom König den Auftrag, ein neues Gesangbuch herauszugeben, da das bisherige von Hans Thomissøn (1569) als nicht mehr zeitgemäß für den Geschmack der Zeit galt. Nach sechs Jahren Arbeit erschien der erste Teil (Vinterparten – Winterteil) des Danmarks og Norges Kirke forordnede Salmebog (Verordnetes Gesangbuch für die Kirche Dänemarks und Norwegens). Hierzu hatte Kingo an seinem Bischofssitz eine eigene Druckerei eingerichtet. Das Buch enthält 267 Lieder für das Kirchenjahr zwischen dem 1. Advent und Ostern, die Hälfte davon Kingos eigene Werke. Allerdings kam es nicht zur erhofften Auslieferung an alle Gemeinden im Königreich. Stattdessen erschien 1699 das Den Forordnede Kirkepsalmebog, welches immerhin noch 85 Kingopsalmen enthielt. Viele von ihnen stehen heute noch in den Gesangbüchern der dänischen und norwegischen Volkskirche und sind wie Grundtvigs Kirchenlieder Bestandteil des nordischen geistlichen Erbes.

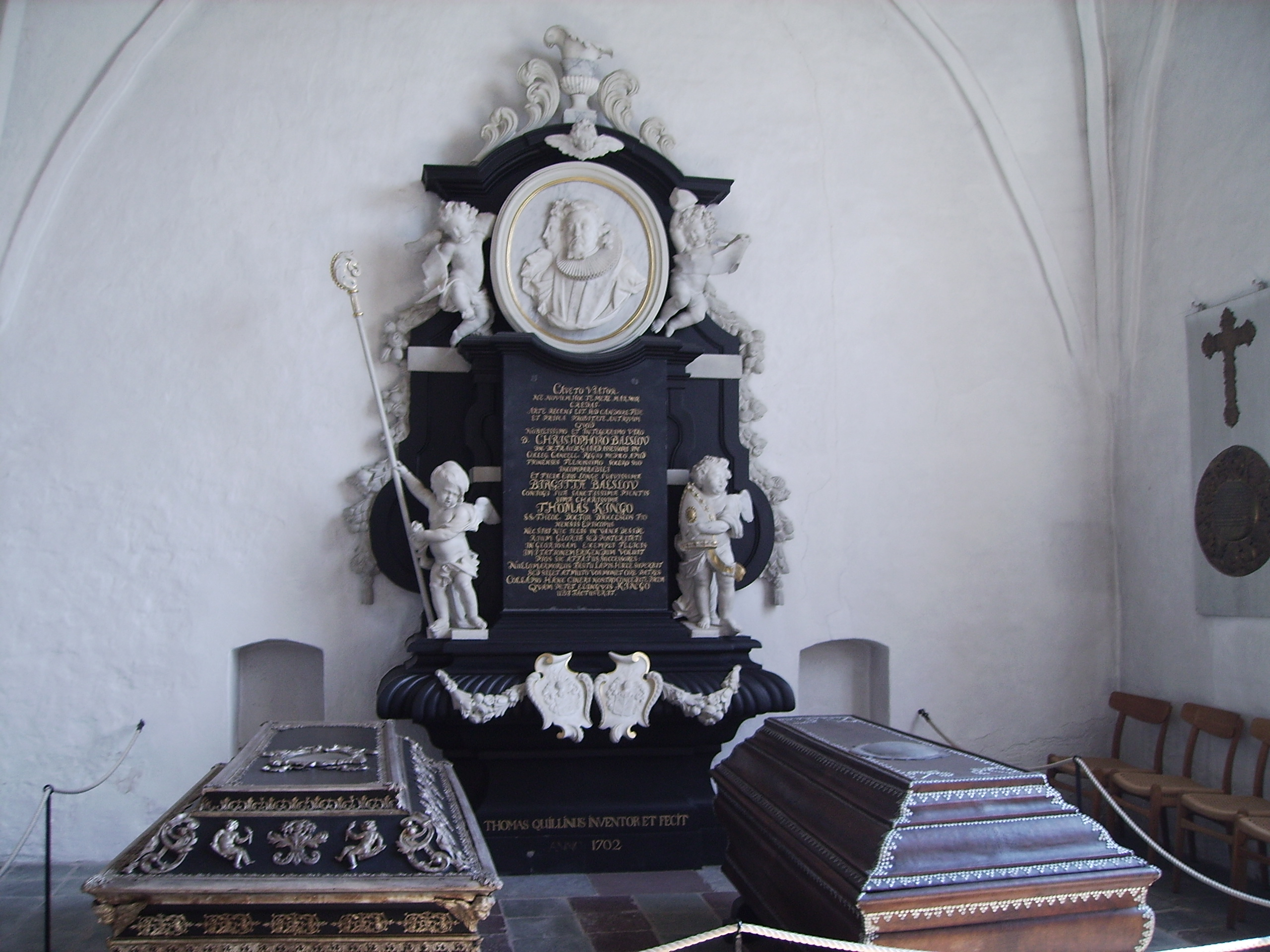
Grabkapelle für Thomas Kingo, seine dritte Frau Birgitte Balslev und deren Vater in der Kirche von Fraugde

Kingos war gelegentlich Gast der Schriftstellerin Leonora Christina Ulfeldt.
Im Jahr 1694 starb Thomas Kingos Frau Johanne. Im Alter von 60 Jahren heiratete er erneut. Diesmal eine 30 Jahre jüngere Frau, Birgitte Balslev, Arzttochter aus Odense. Diese Ehe wird als glücklich beschrieben, blieb aber kinderlos.
Thomas Kingo litt in seinen letzten Jahren an Steinen und Wundrose. Er starb 1703 im Alter von 68 Jahren. Seine von Thomas Quellinus gestaltetes Grabkapelle befindet sich in der Fraugde Kirke bei Odense.

## Nachwirken

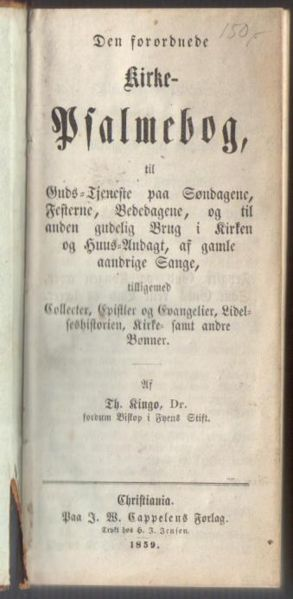
Psalmbuch

Während Kingos Werk als der Höhepunkt der dänischen Barockdichtung gilt, sind seine Kirchenlieder in Dänemark und Norwegen heute noch Teil der Gesangbücher, und insbesondere auf den Färöern sind sie lebendiger Teil des dortigen Kulturerbes – ein eigenständiges Musikgenre. In Odense und Slangerup erinnern Denkmäler und Epitaphien (so von Thomas Quellinus) an den Dichter, doch sein größtes Denkmal sind die Psalmen, die heute in Skandinavien fortleben.
Du, o Herr, weißt am besten, wessen ich bedarf,

auch das Glück liegt in deinen Händen.

Und was mir in jederlei Weise zum Besten dient,

siehst du ja bereits; meine Seele, was willst du mehr?

Lass nur Gott walten!
(Thomas Kingo: Nu rinder solen op af østerlide 1674)

## Kingos Bedeutung auf den Färöern

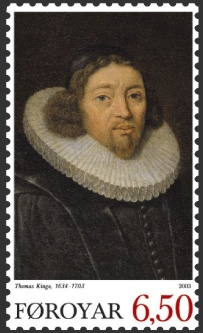
Auf den Färöern sind die Kingopsalmen noch lebendig. Daher widmete ihm das Postverk Føroya zum 300. Todestag 2003 eine Weihnachtsbriefmarke

Auf den Färöern hat Kingos Kirchengesangbuch von 1699 eine Bedeutung erlangt, die heute noch spürbar ist. Auf den Kingopsalmen basierend, entwickelte sich ein eigenes Genre der färöischen Musik, die bis ins 19. Jahrhundert ohne Begleitung von Instrumenten wie der Kirchenorgel auskam, die erst nach dem Bau der färöischen Holzkirchen langsam Einzug hielten. Der deutsche Färöer-Reisende Carl Julian von Graba schrieb 1828 in seinem Tagebuch, geführt auf einer Reise nach Farö zu den Kingoliedern der Färinger:

„der Gesang war das Fürchterlichste, was ich je in meinem Leben gehört habe; jeder brüllt den erstbesten Ton, der ihm in den Sinn kommt.“

An der Bedeutung der Lieder ändert das freilich ebenso wenig, wie an der Hochachtung die Graba an anderer Stelle vor dem hohen geistlichen Bildungsniveau des einfachen Volkes hatte.
Um 1900 verloren die Kingopsalmen ihre alles beherrschende Stellung im geistlichen Leben der Färinger, wurden aber lokal weiterhin als das Kirchenliedgut lebendig gehalten.
Bekannt ist in diesem Zusammenhang die Gemeinde von Tjørnuvík im äußersten Norden der Insel Streymoy, wo erst 1983 eine Orgel eingeführt wurde. Über fast drei Jahrhunderte verließ man sich hier in erster Linie auf Kingo. Der Kingo-Chor des Dorfes spielte eine zentrale Rolle bei dem Projekt des Haus des Nordens, 1988 die färöische Kingo-Gesangstradition zu registrieren. Bereits 1984 erschien die Suite Kingoløg von Kristian Blak, die das alte Liedgut verschiedener Dörfer zur Grundlage hatte.
Die Kingo-Gruppe aus Tjørnuvík trat nicht nur auf dem nationalen Kunstfestival 2001 auf, sondern wurde im Kingojahr 2003 vom Kopenhagener Bischof zu den dortigen Feierlichkeiten eingeladen. Eivør Pálsdóttir sorgte für moderne Interpretationen der Kingopssalmen, die seit 2003 auch als wichtiger Bestandteil des Musikunterrichts auf den Färöern genannt werden. Das damalige nationale Kunstfestival Listastevna Føroya stand unter dem Motto Kingos, und es wurden in verschiedenen Dorfkirchen spezielle Kingo-Gottesdienste abgehalten.
Die originalen Kingogesangbücher finden sich im Archiv der Landesbibliothek der Färöer, werden aber auch im Historischen Museum ausgestellt. Im Gesangbuch der Färöischen Volkskirche finden sich 31 Kingopsalmen, darunter einer noch in altem Dänisch, während alle anderen ins Färöische übersetzt wurden.

## Diskografie mit färöischen Kingopsalmen
- 1975 – Kingosangur, tutl SHD 21 (Dokumentationsaufnahme)
- 1984 – Kingoløg von Kristian Blak, tutl HJF 16 (Info)

## Schriften (neuere Ausgaben)
- Hans Brix, Paul Diderichsen, F.J. Billeskov Jansen(Hrsg.): Thomas Kingo - Samlede skrifter. Bd. 1–7, København: Reitzel, 1939–1975
- Marita Akhøj Nielsen (Hrsg.): Thomas Kingo - Digtning i udvalg. København: Det Danske Sprog- og Litteraturselskab [u. a.], 1995.